# عبد الرحيم الرحماني
عبد الرحيم عبد الرحمن الشريفي (بالإنجليزية: Abdul Rahim al-Rahmani)‏ (1904-8 أبريل 2003)، المعروف باسم عبد الرحيم الرحماني، كاتب عراقي ومؤسس أول محل لبيع الكتب وسينما في ميسان.

## السيرة الذاتية
ولد الرحماني عام 1904 لأبوين عبد الرحمن الشريفي ومنور الشريفي. ينحدر من عائلة تجارية بارزة تعيش في الكرخ ببغداد. هو الثاني من بين أربعة أطفال. انتقل والده إلى العمارة في القرن التاسع عشر واستقر فيها. نشأ ودرس في العمارة. في عام 1922، ذهب إلى بغداد لإكمال البكالوريوس، ثم عاد إلى العمارة.
في عام 1950، افتتح الرحماني أول سينما في العمارة باسم الأمير. العرض الأول كان لفيلم عن محنة الفلسطينيين، يدعى «فات من فلسطين» (مترجم. فتاة من فلسطين، 1948)، من إخراج محمود ذو الفقار. في 18 يوليو 1958، قام نجل الرحماني، داود، بتغيير اسم السينما إلى الثورة، تكريما لثورة 14 يوليو.

## مكتبة العصرية
كان أول مشروع بيع كتب الرحماني في عام 1922، حيث افتتح متجراً أصبح الأول من نوعه في ميسان. باع الجرائد والمجلات والقرطاسية، وكانت تعرف بمكتبة عبد الرحيم الرحماني. ثم في 5 أكتوبر 1929، اندمج الرحماني مع محمود حلمي، مؤسس المكتبة العصرية الشهيرة في بغداد عام 1914، والذي كان يخطط لنشر علامته التجارية في جميع أنحاء العراق، عن طريق إنشاء الفروع في مختلف المدن العراقية. ومن ثم عُرفت مكتبة الرحماني بعد الاندماج باسم المكتبة العصرية. مع مرور الوقت، أغلقت جميع الفروع الأخرى، باستثناء فرع الرحماني، وظلت مفتوحة حتى يومنا هذا في السوق الكبير في العمارة، تحت إدارة حيدر حسين. 
أصبحت المكتبة نقطة الجذب الرئيسية لمثقفين المدينة، خاصة أمثال الكاتب الدكتور مالك المطلبي، كاتب السيناريو عبد الرزاق المطلبي، الروائي عبد العون الروضان، الشاعر الدكتور فاضل السوداني، الممثلون الدكتور فاضل خليل وسمير خليل والشاعر عيسى حسن الياسري وغيرهم. 
تم استخدام المكتبة كصندوق بريد، حيث يتلقى العلماء والمفكرون بريدهم في المكتبة. بالإضافة إلى ذلك، فقد استخدمت واجهة المحل كنشرة للإعلان عن الأعمال الأدبية للكتاب الصاعدين، مجانًا، لدعم الحركة الأدبية في المدينة. كما كان منتدى غير رسمي للكتاب والشعراء، وكان أشهر الحضور محمد مهدي الجواهري، خلال فترة إقامته في مزرعته بالقرب من علي الغربي. عند إحدى زياراته للمحل، طلب كتابًا لمحو الأمية (الخالدية)، وعندما سأله الرحماني عن سبب رغبته في الكتاب، قال الجواهري إنه يريد استخدامه لتعليم مزارعيه كيفية القراءة. واكتب. 
كما نشرت المكتبة العديد من الكتب الرائدة منها تاريخ العشائر لمحمد باقر الجلالي، وآشاير ميسان (قبائل ميسان) لجبار الجويبري.

## الحياة الشخصية
تزوج الرحماني من خلفة الملية ابنة الشيخ باقر الملية عام 1933. ولديه سبعة أبناء وخمسة أبناء وبنتان. سامي هو الأكبر الذي توفي عام 2005. ابنه داود شاعر.  ولديه الرياض وعلي كلاهما جيولوجيان.
كان لموقف أدولف هتلر ضد البريطانيين جاذبية هائلة لدى العراقيين. الرحماني الذي لم يكن معجبًا به بسبب شخصيته أو بسبب عدم تقبله للفِكر النازي، تقبله بسبب رهابه من الإنجليزية. ألهم هذا القبول الرحماني لارتداء شارب من فرشاة الأسنان والذهاب إلى أبعد من ذلك لتسمية مولوده الجديد، هتلر. في 28 سبتمبر 1938، رزق بمولود، وقرر تسميته هتلر. قوبل بازدراء من يهود العمارة، فتوقفوا عن زيارة بيته. بعد فترة، مرض هتلر، واعتقدت والدته وخالاته أنه من لعنات السيدات اليهوديات. مما أثار استياءه أن زوجة الرحماني أجبرته على إعادة تسمية ابنهما، فدعوه سمير. ومع ذلك، مات الطفل بعد بضعة أشهر.

## الوفاة
توفي الرحماني عشية الغزو الأمريكي للعراق في 8 أبريل 2003.